# Вовків (Перемишлянська міська громада)
Во́вків — село в Україні, у Перемишлянській міській об'єднаній територіальній громаді Львівському районі Львівської області. Населення становить 460 осіб.

## Історія
У 1552 році селом володів пан Гарткоський, а в 1661 році село перебувало у власності Александра Цетнера, галицького каштеляна. 1711 року власниками села були Адам Микола Синявський та Александр Цетнер.
У 1909—1944 роках проходила залізниця Львів-Підгайці.

## Релігія
Церква Святих Верховних Апостолів Петра і Павла, заснована за часів Австро-Угорської імперії в 1896 р. Церква входить до Стрийської єпархії Української Греко-Католицької Церкви (УГКЦ).
Мурована церква Собору св. Йоана Хрестителя збудована у 1872 р. Пам'ятка архітектури місцевого значення. Належить до Перемишлянського деканату, Львівської єпархії ПЦУ.

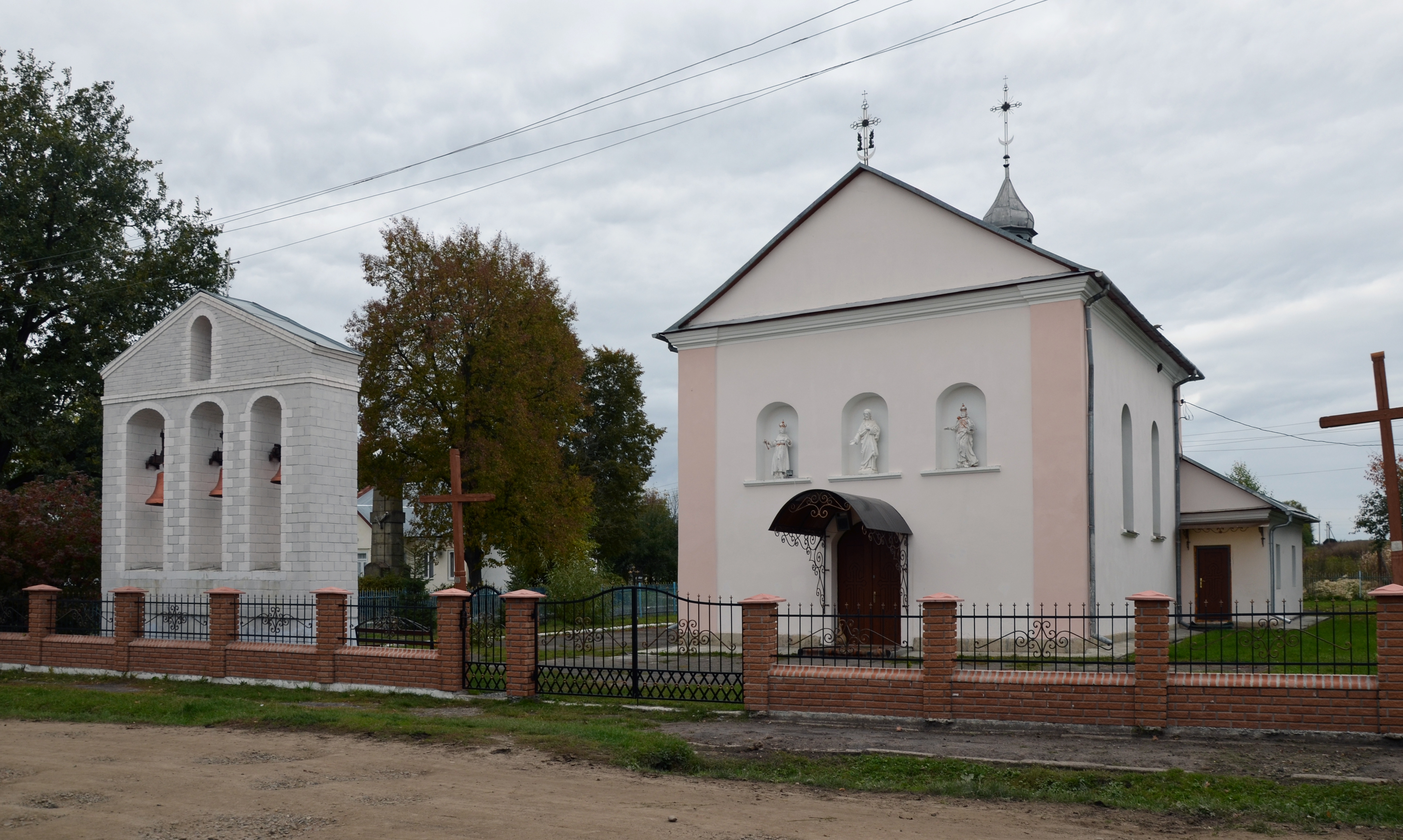
Церква Святих
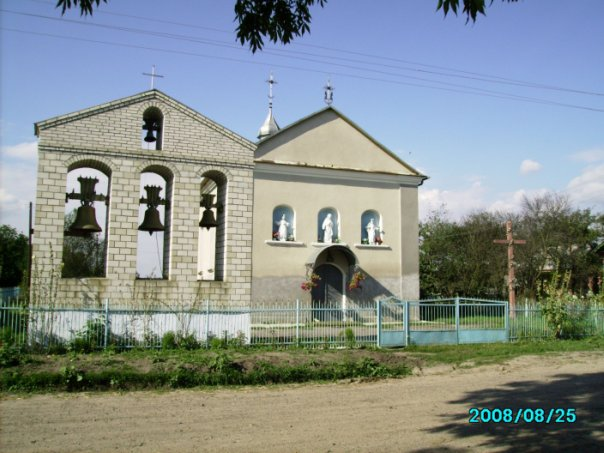
Верховних Апостолів
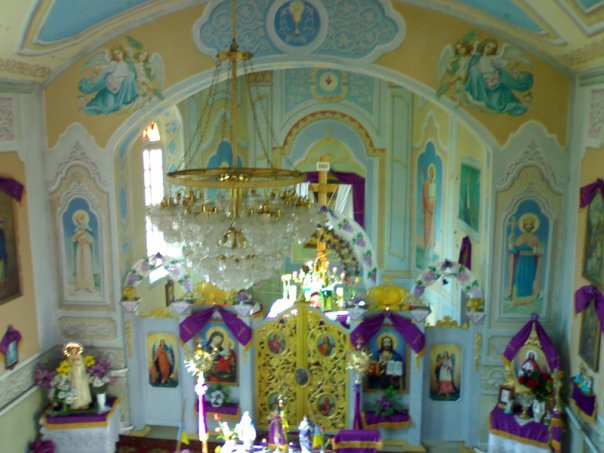
Петра і Павла
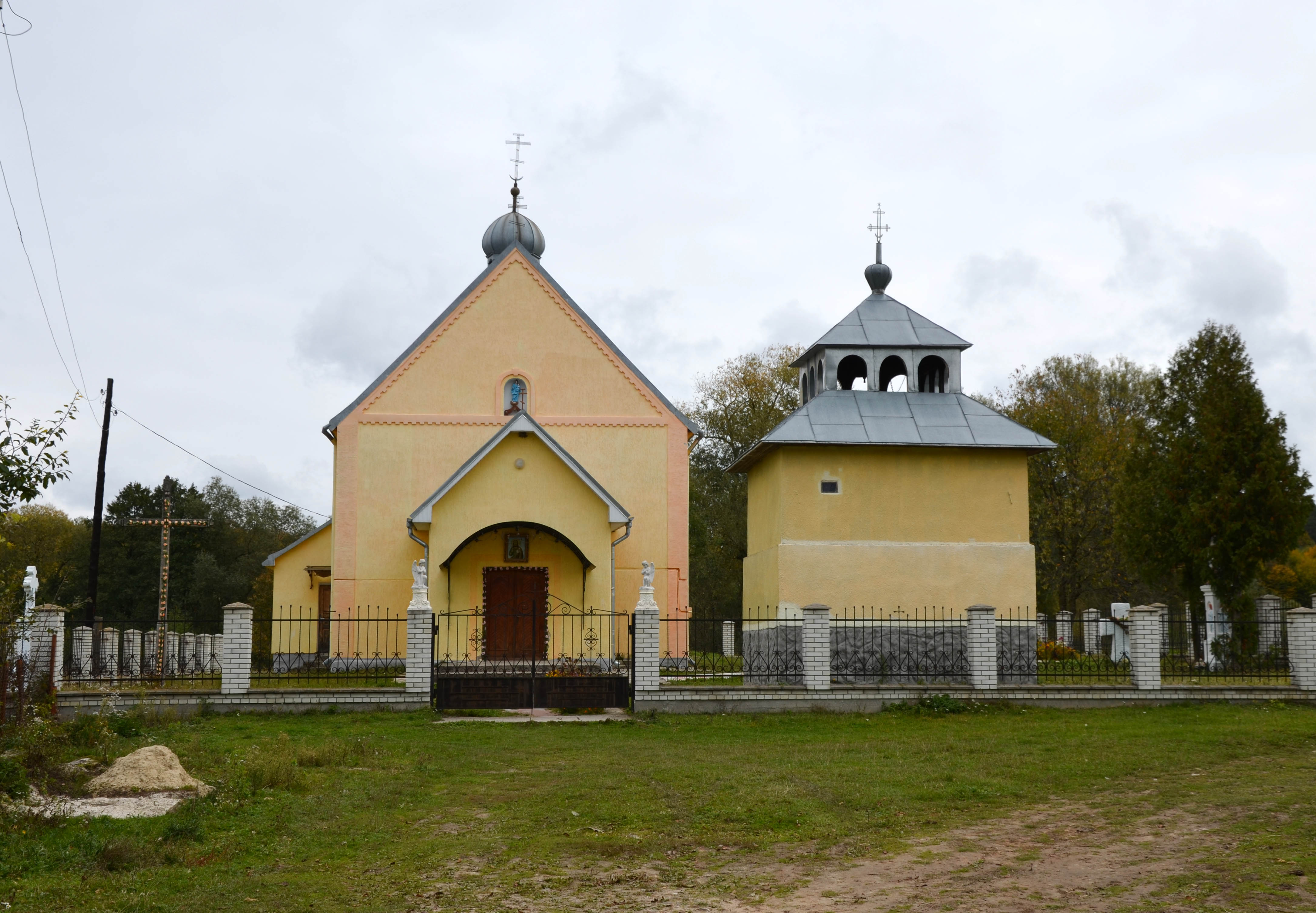
Церква Собору св. Йоана Хрестителя

## Світлини

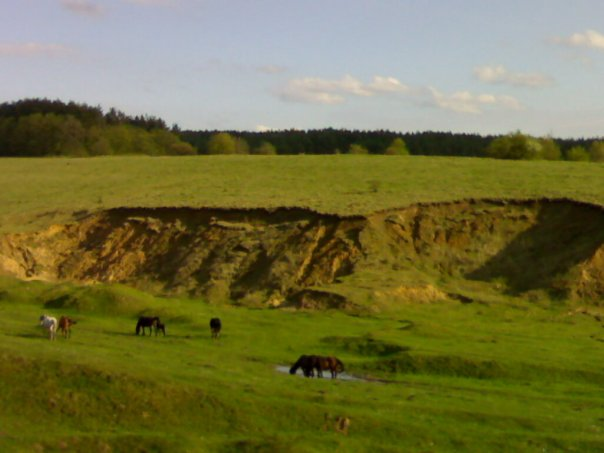
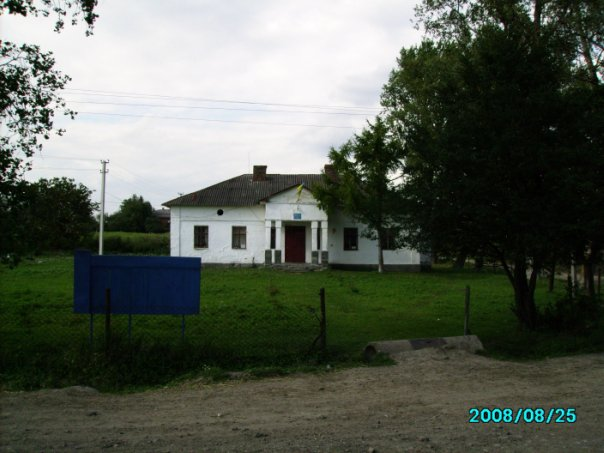
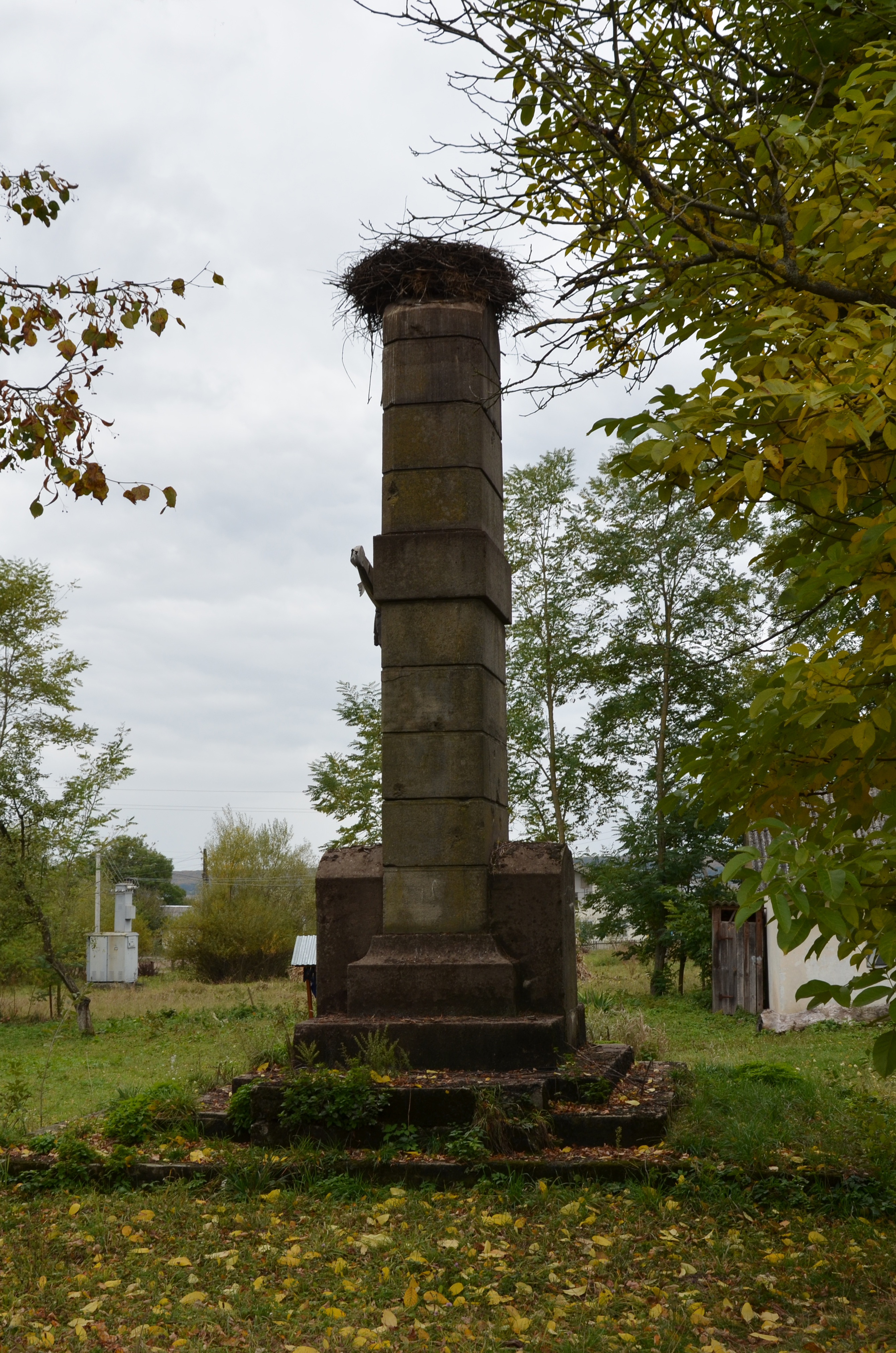

## Відомі уродженці
- Боднар Іван Андрійович — педагог, управитель місцевої Української гімназії, директор «Українбанку» в Тернополі, діяч НТШ.[2]
- Максимів Володимир Михайлович (1956) — віце-президент Лісівничої академії наук України, декан технологічного факультету Національного лісотехнічного університету України, доктор технічних наук, професор, академік Лісівничої академії наук України.